# Putiël
Putiël was volgens de Hebreeuwse Bijbel de schoonvader van de hogepriester Eleazar (Exodus 6:25). 
Zoals het geval is bij diverse namen van personages die rond de uittocht uit Egypte worden genoemd in de Hebreeuwse Bijbel, was ook de naam Putiël oorspronkelijk van Egyptische afkomst (zoals bijvoorbeeld ook de namen Mozes en Pinechas). In het Hebreeuws was zijn naam פּוּטִיאֵל, pūṭî’êl, wat waarschijnlijk "veracht door El / God" betekende.
In rabbijnse literatuur werd Putiël geïdentificeerd als Jetro, de schoonvader van Mozes. De positieve verklaring van zijn naam was dat deze was afgeleid van patar, "afgescheiden", omdat hij zich zou hebben afgewend van afgoderij. De negatieve verklaring dat zijn naam was afgeleid van pittem, "vetmesten", omdat hij kalveren vetmestte voor afgodische rituelen. Deze laatste passage noemt echter ook Jozef, die zijn pitpet, "passie" overwon en suggereert dat Pinechas (de kleinzoon van Putiël) ook van Jozef afstamde. Soms wordt gesuggereerd dat de naam Putiël een gehebreïseerde versie is van Potifera, de schoonvader van Jozef (Genesis 41:45), waarbij de naam Potifera is afgeleid van ph (het bepaald lidwoord in het Egyptisch) en de god Ra.